# 二战时英国的反入侵战备

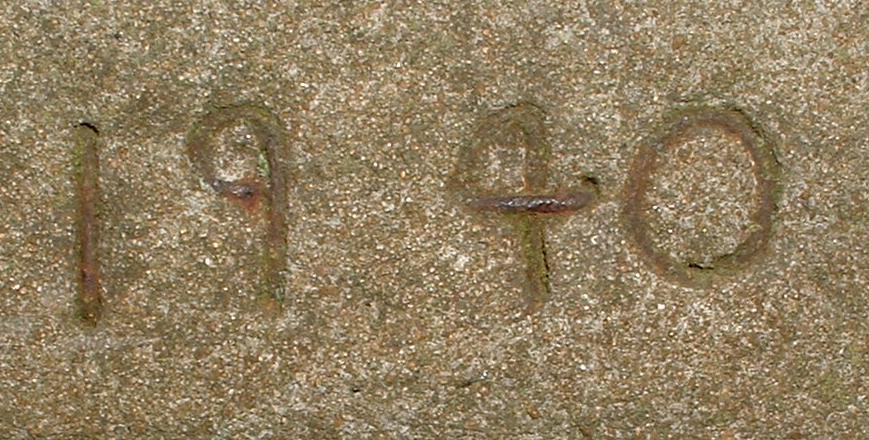
一座碉堡上的铭文。

二战时英国的反入侵战备是英国为了抵抗可能发生的德军入侵，而于1940年和1941年间做出的准备。在这期间，英国政府建立了英国国土警卫队，并在英国全境修建了防御工事。在缺少重型装备的情况下，英军需要将手中的一切可用资源运用到极致。
由于在不列颠空战中战败，德国为入侵英国而开展的海狮计划遭到了无限期的推延。英国也就没能在其本土与德国陆军展开战斗。今天，英国修建的大部分防御工事都已消失，只有一些加固过的混凝土工事还较常见。

## 背景
1939年9月1日，纳粹德国入侵波兰，二战正式开始。两天后，英国与法国对德宣战。三个星期之内，苏联红军也根据与德国的约定，参与了对波兰的进攻。为了帮助波兰抵抗侵略，英国将其远征军派到了法国－比利时边境待命。但由于为时已晚，英国也就没有再做出进一步的行动，波兰于10月1日沦陷。
在接下来的几个月内，交战双方之间基本没有发生多少军事冲突。在这段被称为假战的时期内，英法联军的士兵接受了训练并在法国东部边境修建了防御工事。
1940年4月9日，德国入侵了丹麦和挪威。丹麦在稍稍抵抗之后即投降，而在激烈的战斗过后，挪威也沦陷于德国之手。在入侵挪威的行动中，德军展示了跨海投送武力的跳板戰術能力，这被英国视为了巨大威胁。
5月7日和8日，英国下议院的议员们在对挪威问题的讨论中，表达了对当时的英国首相内维尔·张伯伦的极大不满。两天后，张伯伦辞职，由温斯顿·丘吉尔接任。
1940年5月10日，德国开始了对法国的入侵作戰。德軍迅速攻占了盧森堡、荷蘭、比利時，其後義大利宣佈加入德國一方。当时协助法军作战的英国远征军包括了500架战机，一个坦克旅和3个军团共10个步兵师。德军一部在比利时发起迂回攻击，引诱开了英国远征军，为德军主攻部队扫除了一大障碍。在英军被引开后，装备精良的德军很快便攻破了法军防线。尽管进行了激烈的抵抗，但大部分英军还是被围困在了敦刻尔克一带。
由于法国即将失守，英国人开始考虑怎样防备可能发生的德军入侵。

## 英国武装力量

### 英国陆军

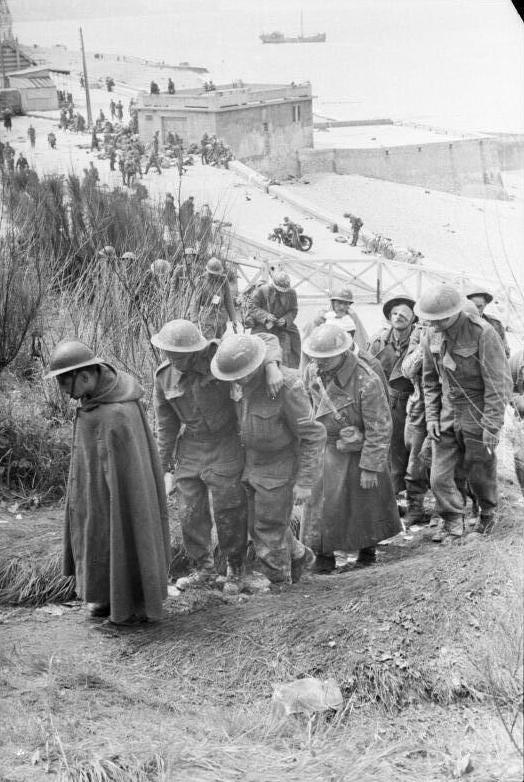
在敦刻尔克被俘的英军士兵。

在德军猛烈的攻势下，英法联军以极大的代价撤离了欧洲大陆。在5月26日之后的十天内，共有338226名英法联军士兵撤到了英国。英国远征军虽然保住了大部分人员，但其各种重型装备，包括车辆、坦克、火炮、弹药和其它物资都被舍弃掉了。有些英军士兵在撤退时，手中甚至连步枪也没有。
1940年6月的英国陆军包含了22个步兵师和1个装甲师。它的步兵师只拥有之前一半的战力，炮兵火力只有之前的六分之一，运输车辆也严重缺乏，它甚至无法预备足够的训练用弹药。为了有效地使用国土警卫队的资源，英国成立了第七军团，其中包括了英国第一装甲师。

### 英国国土警卫队

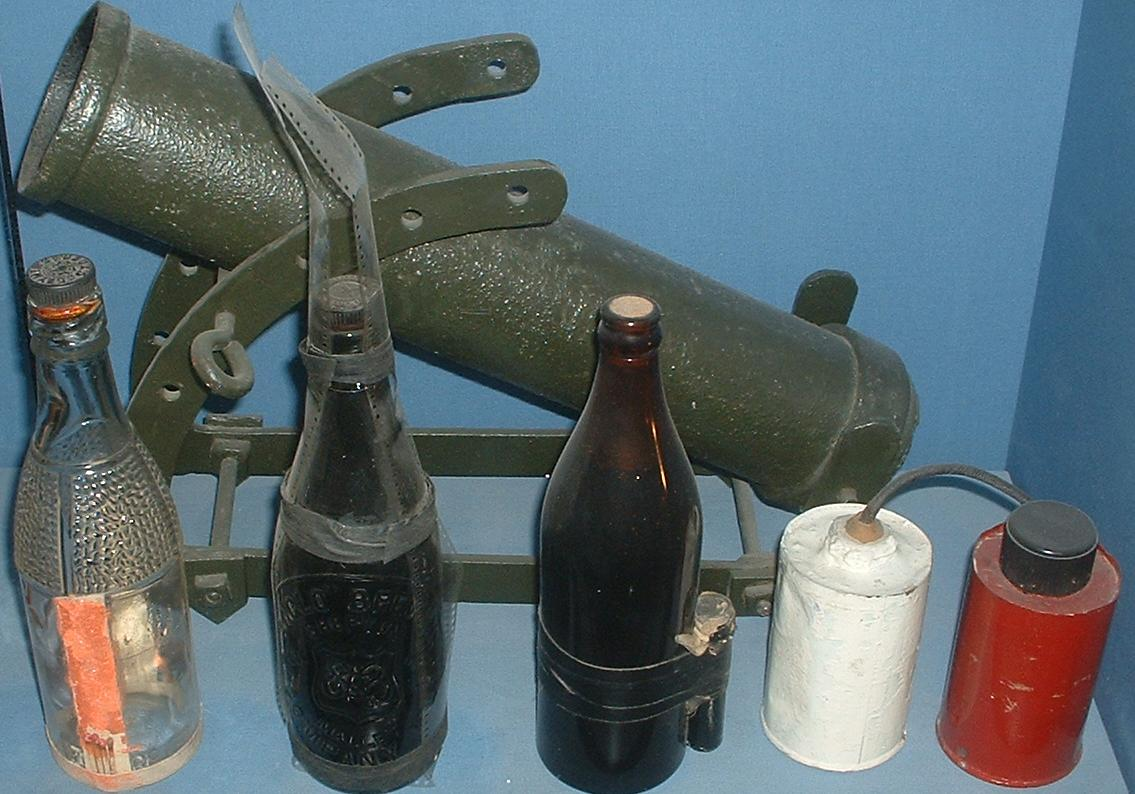
英国国土警卫队使用的简易自制武器。

1940年5月14日，英国陆军大臣安东尼·艾登宣布组建本土防卫志愿军，即後来的英国国土警卫队。英国人对这项决定非常支持，應徵加入的士兵人数比政府原先估计的数量要多得多。到了6月底，国土警卫队一共徵募了150万名士兵。尽管人员充足，但这支部队没有军服（后用臂章代替），装备也不足。一开始，国土警卫队使用的是一切可得到的武器，包括私人枪支，绑在长棍一端的刺刀，燃烧瓶和自制的火焰喷射器。

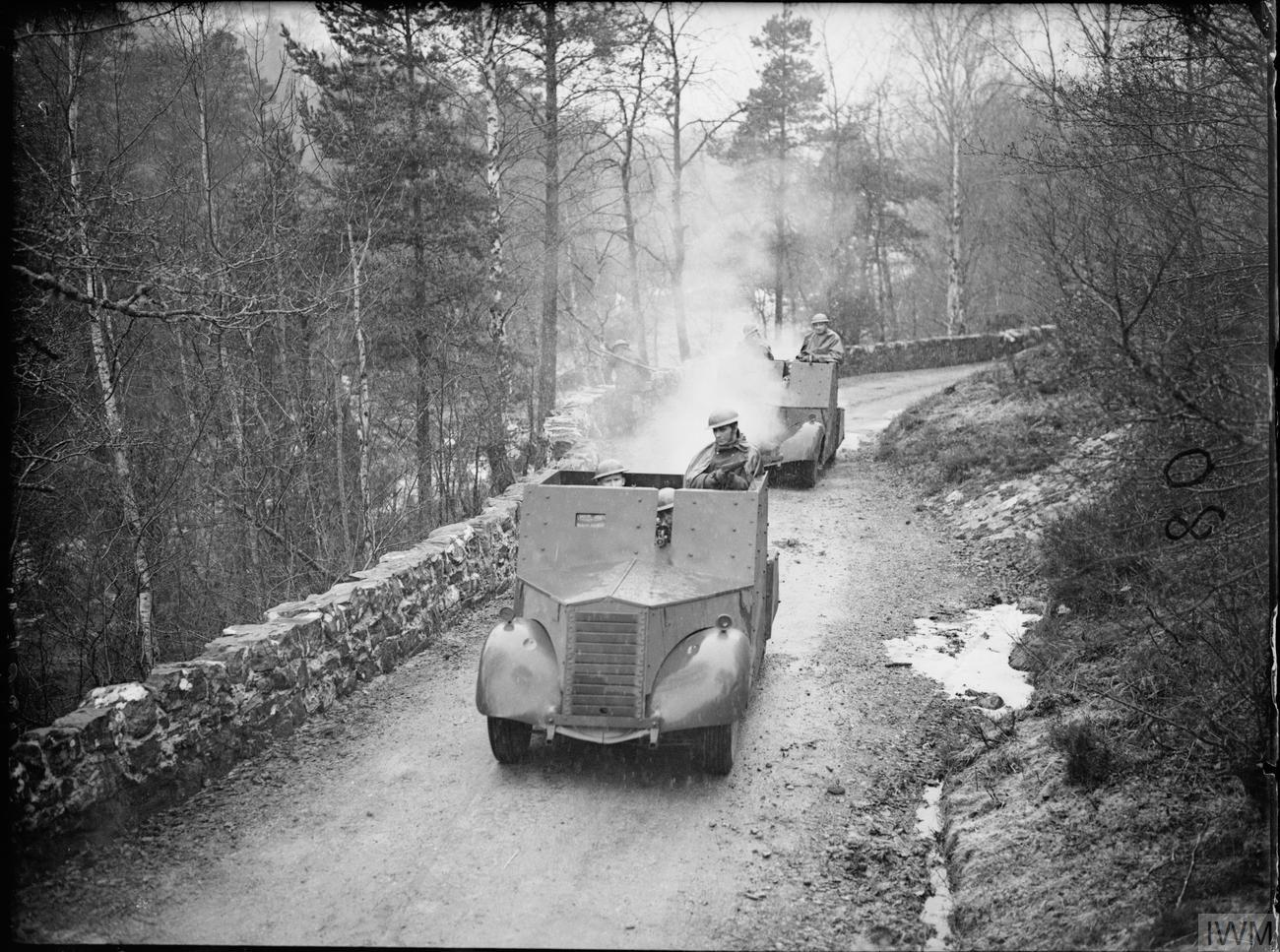
由国土警卫队队员驾驶的轻型侦察车，摄于1941年2月14日。

1940年6月，国土警卫队的情况得到了好转，美国送来了几十万支步枪和大量弹药，而警卫队士兵们也得到了军服和少量的训练。警卫队还研制出了不需动用战略物资就能大量生产的新式武器。其中的代表作有76式燃烧榴弹（一个内装极易燃物质的玻璃瓶，生产数量为六百多万），和73式榴弹（结构与保温瓶相似的一种反坦克手雷）。
英国人还发明了黏性炸弹，这是一个装有硝酸甘油和黏性物质的玻璃瓶，在玻璃瓶被打碎后，内装的黏性炸药就会黏在目标上剧烈燃烧。这种武器在理论上是投掷型的，但实际上，一个士兵需要用力投掷才能确保此种炸弹能够黏上目标，因此它主要是用作地雷，而不是手榴弹。国土警卫队在1940年6月订购了一百万枚黏性炸弹，由于各种各样的原因，直到1941年初，英国工厂才开始大规模地生产此炸弹，最后只生产了不到250万枚。
国土警卫队使用的运输工具有自行车，摩托车，私家车和马匹。一小部分部队还配备了装甲车，但其中很多都并非正规装甲车，而是将民用车辆加装钢板改造而成。
1941年后期，国土警卫队得到了更加精良的武器，例如黑色炸弹（反坦克武器），诺斯欧佛迫击炮和史密斯无后坐力炮。

### 英国皇家空军
自不列颠空战正式打响开始，英国皇家空军和海军航空兵就肩负起了保卫英国领空的任务。它们与德国空军进行了激烈的战斗以使英国上空的制空权不被敌人夺走，而制空权是纳粹德国非常看重的。
如果德国空军成功地占领了英国领空，那么英国空军剩余的极少数飞机将会转移到英格兰东南部的机场。英国人在撤走时会将机场的跑道破坏掉。这些飞机将会与英国皇家海军一起打击德国舰队。尽管还未夺取制空权的德国空军比英国空军强大，但英国战机也有优势，它们大多是在己方领空执行任务，而每次任务的持续时间也会比跨越海峡飞来的德军战机长。
英国空军将所有还能飞的战斗机都调用了起来。而战斗机以外的其它飞机都被改装成了轰炸机，一些新飞行员也会开着拥有简易投弹装置的教练机对德占区进行轰炸。
二战开始之前，英国在英格兰南部修建了一套雷达系统，其中有三座雷达站从1937年起开始运行。尽管德军高层对英国此举有所怀疑，但德国空军并没有做出实际行动。后来正是这些雷达站挽救了英国。

### 英国皇家海军
与处境艰难的英国空军不同，相比起納粹黨上台後才開始擴張的德國戰爭海軍，在戰間期開始衰退的英国海军在当时實力仍然强悍。1940年7月1日时，英国海军共有1艘巡洋舰和23艘驱逐舰在英国西部水域为来往船只护航。执行护航任务的还有一艘航母和泰恩河上的12艘驱逐舰。不仅如此，英国还保有许多随时能够投入战斗的舰只，其中包括多佛尔港与朴次茅斯的10艘驱逐舰；泰晤士河上的1艘巡洋舰和3艘驱逐舰；恒伯河上的3艘巡洋舰和7艘驱逐舰；哈里奇的9艘驱逐舰和罗西斯的两艘巡洋舰。英国本土舰队除了上述舰只以外，还拥有以斯卡帕湾为基地的5艘战列舰，3艘巡洋舰和9艘驱逐舰。除了这些大型舰艇之外，英国海军还有数不清的护卫舰、扫雷舰和其它小型船只。7月底，又有12艘驱逐舰从海外赶回英国水域支援，在接下来的时间内还会有更多的舰只加入本土舰队。

## 防御工事
1940年5月27日，英军开始在英国本土构筑防线。一开始，英军将大部分的力量都投入到了海岸防线的建设中，但之后它也开始在内陆建设各种反坦克防线。其中最长也是防守最严密的是首都防卫线，它穿越了英格兰南部，在伦敦周围绕了一圈，之后向北一直延伸到了约克郡。它的作用是保卫伦敦和内陆的工业重镇。伦敦和其它主要大城市周围都有好几层防线。英军一共在内陆建设了50条防线，其中有些没能完成。
由于装备与训练都严重不足，艾恩赛德只得命令军队准备进行阵地战，但这种战术很快便被证明不足以抵挡德军。有人批评艾恩赛德的思维还局限于一战时期的堑壕战打法，但实际上艾恩赛德很明白，无论多少条防线都不能保证重要城市不会失守。
尽管修建了如此多的防线，但丘吉尔仍然对艾恩赛德的进度感到不满。陆军大臣艾登随即向他建议用艾伦·布鲁克替换掉艾恩赛德。1940年7月17日，丘吉尔在与布鲁克进行了一下午的谈话后发现，他们两个对怎样保卫英国的看法相当一致，于是，布鲁克在7月19日接替艾恩赛德正式上任。
巧的是，布鲁克上任之后，他手下的部队很快便得到了许多经过训练的士兵和更精良的装备。相应地，布鲁克为部队发明了新的战术。英军的防御重心变成了海岸，而内陆的城市周围也都修建了环形工事以对抗德军的闪电战。英军修建的50条防线上也有了一些环形工事。

### 海岸防御

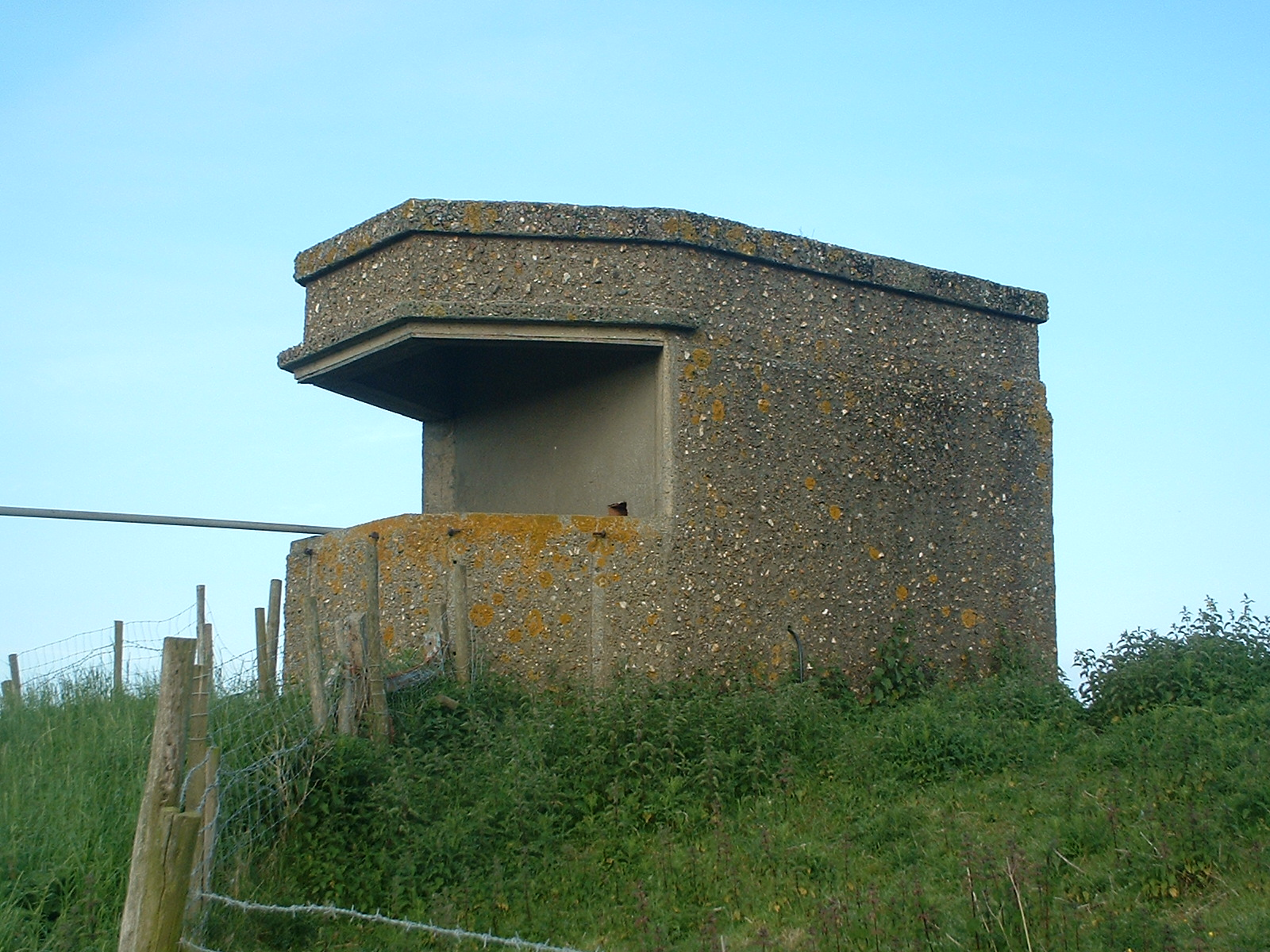
海岸上的探照灯。

由于英国是个岛国，因此德国陆军若想入侵的话，必先在某海岸登陆。英军认为，德军最有可能在英格兰南部和东部海岸登陆，因此它向这些地方的港口城市和海岸都派遣了大量部队。这些部队没有足够的重武器，只能从一战后报废的老战舰上拆下来一些火炮使用。这些火炮的口径大多为152毫米，140毫米，120毫米和102毫米。这些火炮都只有很少的炮弹可供使用，有时一门炮甚至只有10发炮弹。英军在多佛尔配备了两门356毫米炮，它们分别叫做“小熊”和“维尼”。一些海岸阵地还配备有鱼雷发射装置。

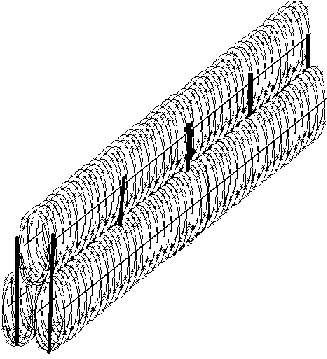
英军在海岸上布置的可摺疊式铁丝网。

英军在海岸上设置了铁丝网，这些铁丝网不仅能够阻绝敌人步兵，还是海滩上各种不同的雷区之间的分界线。在许多偏僻的海滩上，铁丝网和雷区就是英军除人员以外仅有的防御措施。
由于英格兰南部海岸的各个码头可以给登陆的德军士兵带来极大便利，因此它们很快便被英国人全数拆毁。有些被拆毁的码头直到1940年代末和1950年代初才得以重建。
为了阻挡德军坦克，英军在海滩外的浅水区布置了3米高的钢架。这种钢架一直绵延了几百英里。

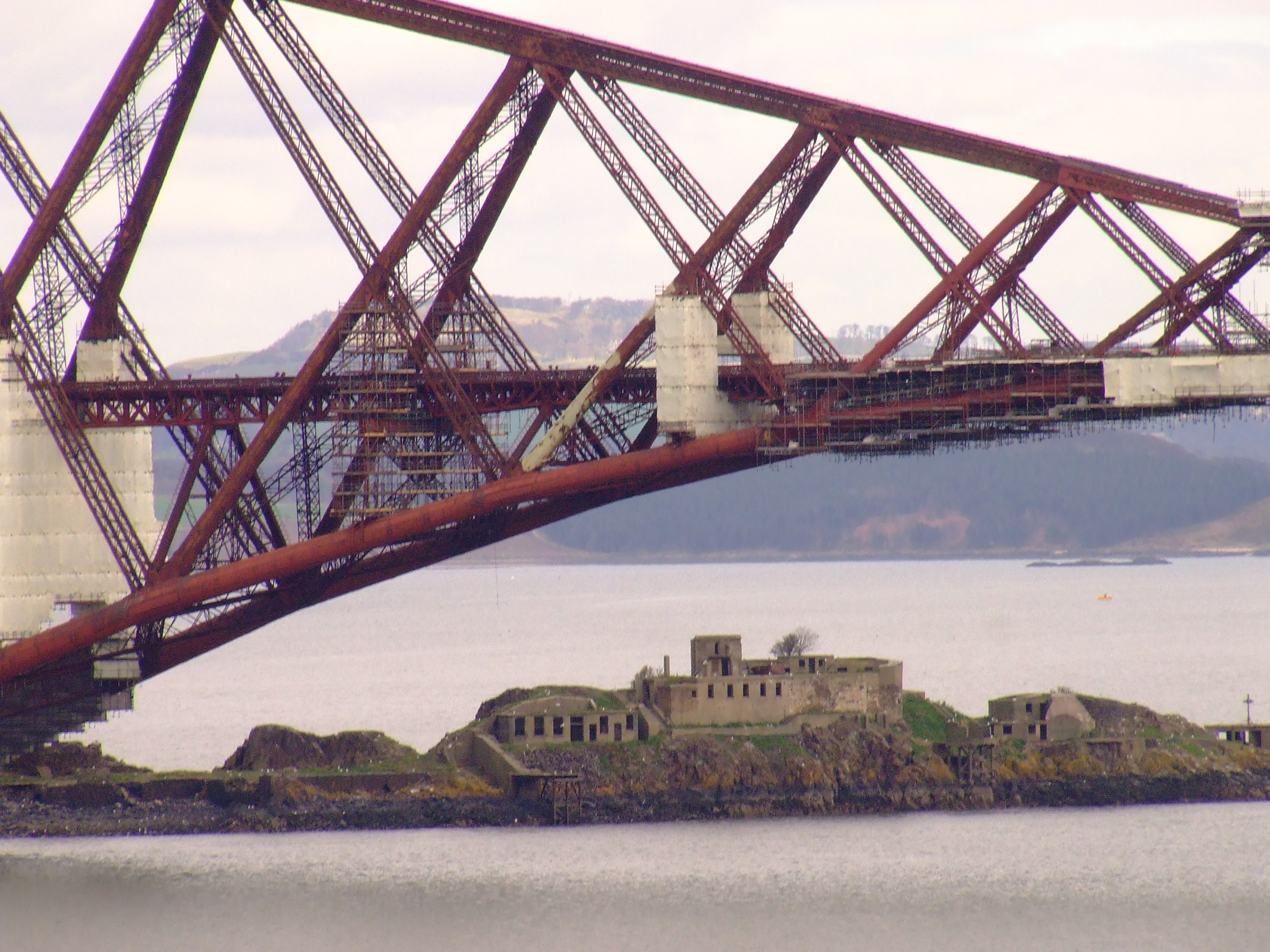
因切加维岛上的要塞。

日夜监视着海滩的是各种小型工事。在这些工事中，有些几乎完全在地面下，这里的武器几乎没有射击死角；而有些碉堡却建得很高，为的是不让敌人轻易攻占。为了给海滩上的重武器指明目标，英军还放置了许多探照灯。
英国本土的各个小岛与半岛也建有防御工事，以保护内陆的重要城镇。

### 防线与阵地

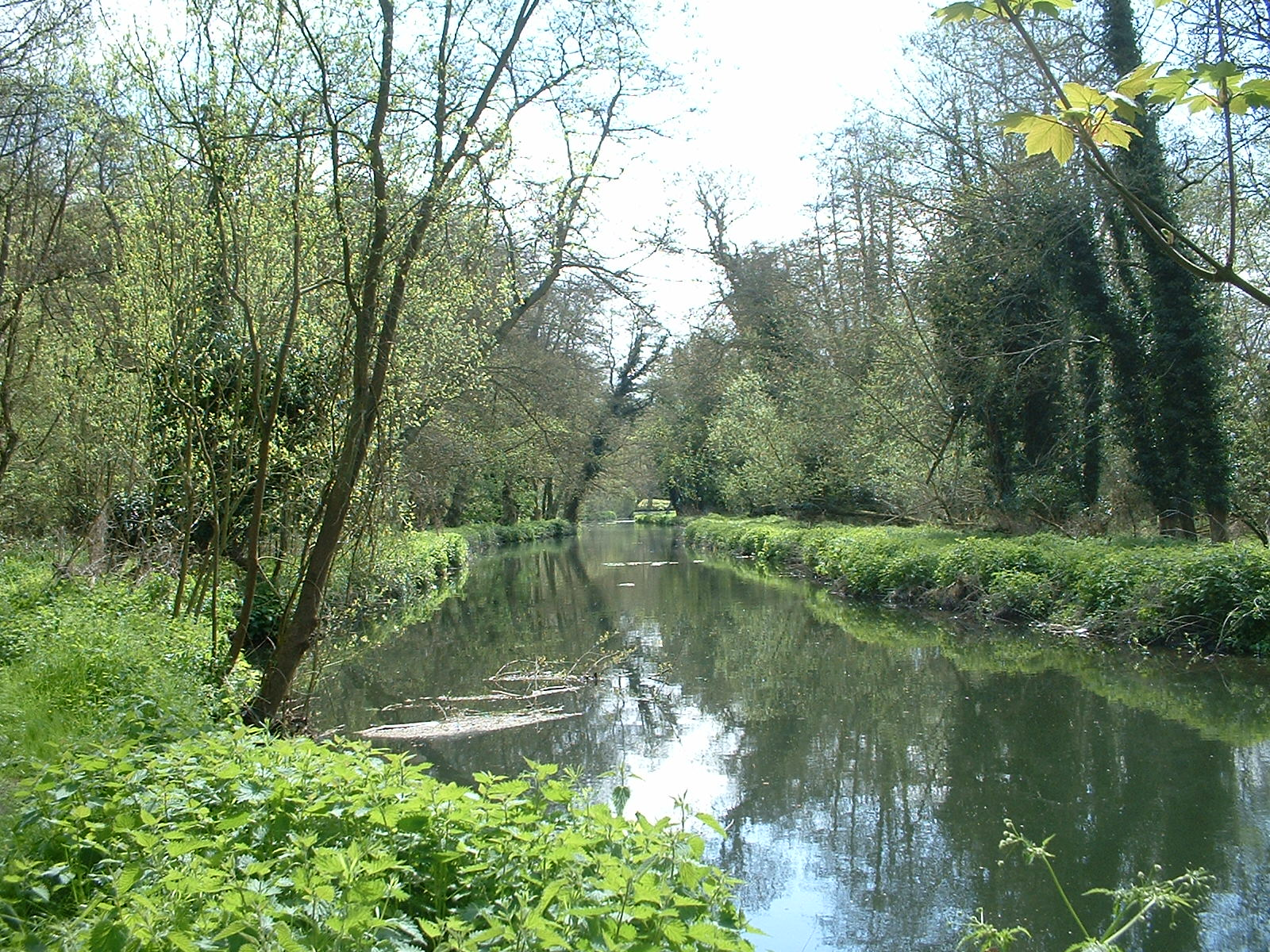
这条河是首都防卫线的一部分，它的用途是阻挡德军坦克。

防线与反坦克阵地的最主要作用就是拖住敌人，尤其是敌人的坦克。根据这个目的，英军的防线大多都利用了原先就有的河流、运河、路堤和森林等障碍。英军还向阵地外侧的土地上喷灑了大量的水，使其变得松软到连履帶车辆都会陷在里面。
英军挖掘了几千英里长的反坦克壕沟。这些壕沟一般有5.5米宽，3.4米深，朝着敌军的一面是个光滑的陡坡
，坦克掉进里面就很难再出来。

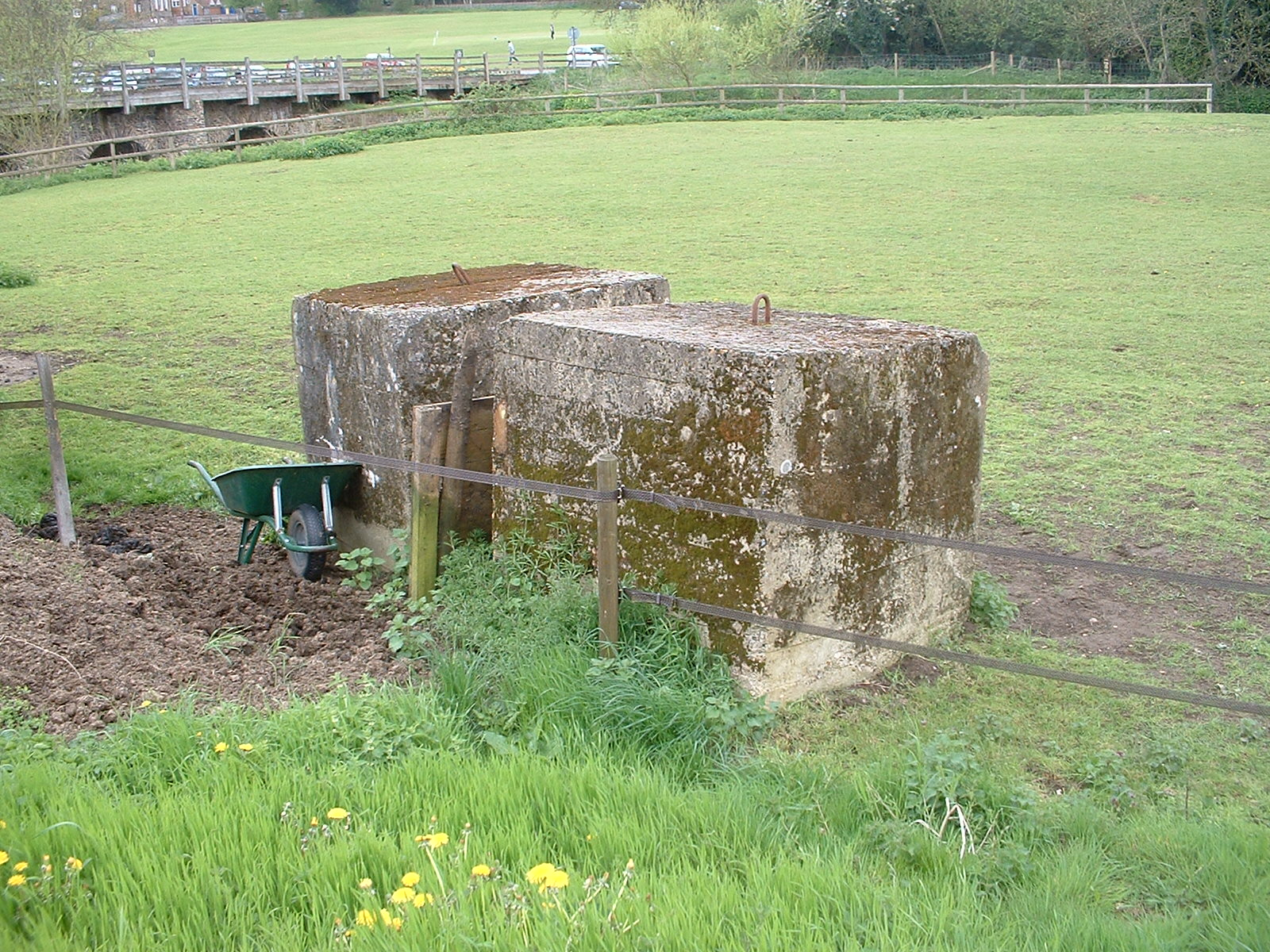
正方体反坦克路障。

除此之外，英军还大量地设置了反坦克路障。这些路障都由钢筋混凝土制成，一般为正方体或圆柱体。正方体的路障有两种尺寸，分别为边长1.5米和边长1米。在某些地方，英军将许多反坦克路障紧挨着放在了一起，形成了一堵墙。

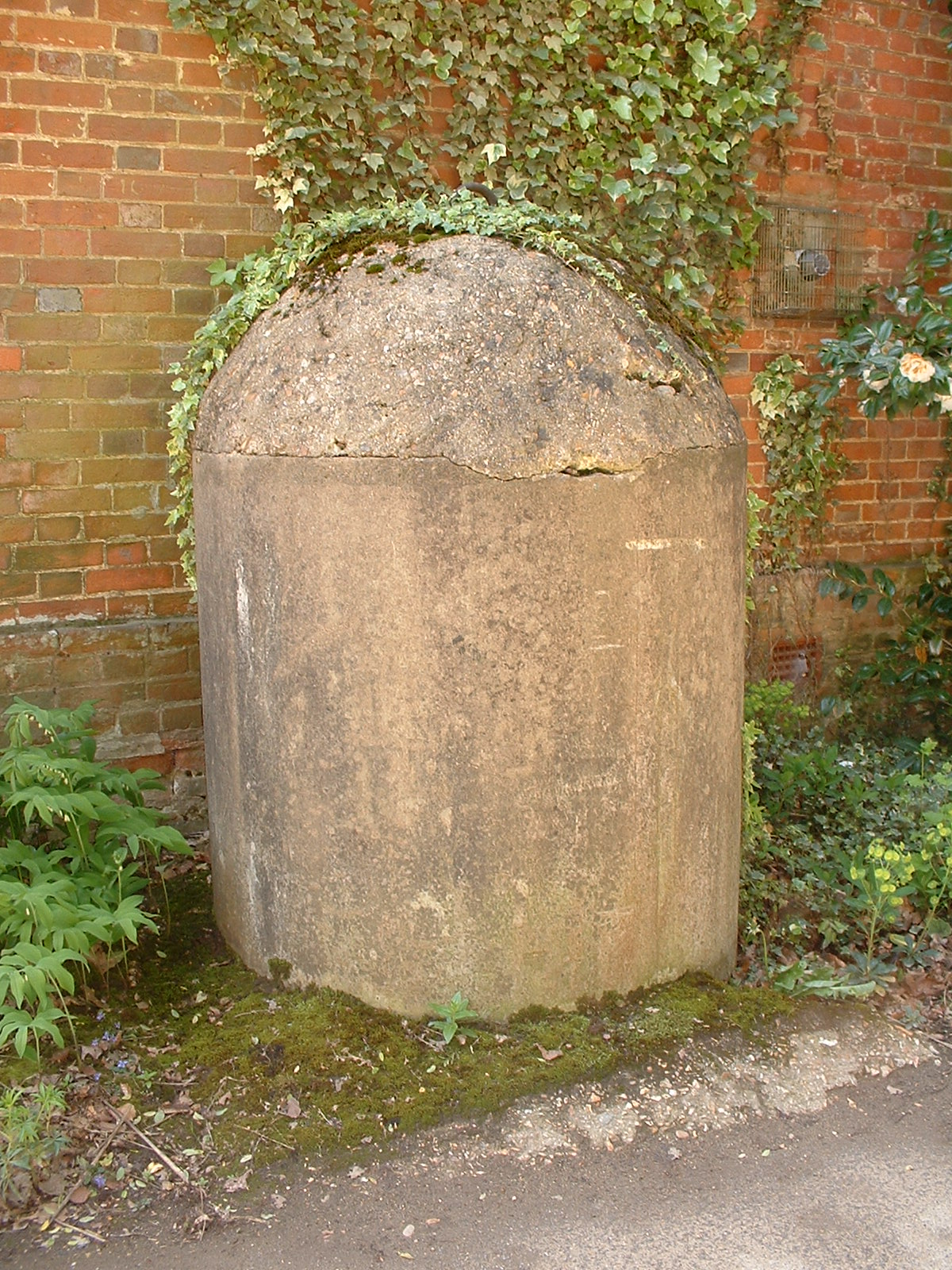
圆柱体反坦克路障。

大型圆柱体反坦克路障的外壳为下水管道的一截，直径一般在90厘米-120厘米之间。英军往管道里面注入混凝土，就制成了4-5英尺高的圆柱体路障。小型圆柱体路障的外壳为混凝土。
在敌军坦克可能通过的地方，英军设置了许多小型的金字塔形障碍物。坦克在试图跨越这些障碍物时，会将脆弱的底盘暴露给守军，而这些障碍物造成的极其崎岖的路面也会大大减慢敌军坦克的推进速度。这些障碍物的大小不一，一般为60厘米高，底部正方形的边长一般为90厘米。这种障碍物也有圆锥形的。
英国的海滩上与内陆经常能看见许多排反坦克障碍物。这些障碍物也可以用作路障以阻挡士兵。当作为路障时，它们上面一般安装有铁丝网。英军还使用过少量的正四面体形障碍物。
在拥有天然屏障的地区，英军放置了混凝土或木制的障碍。

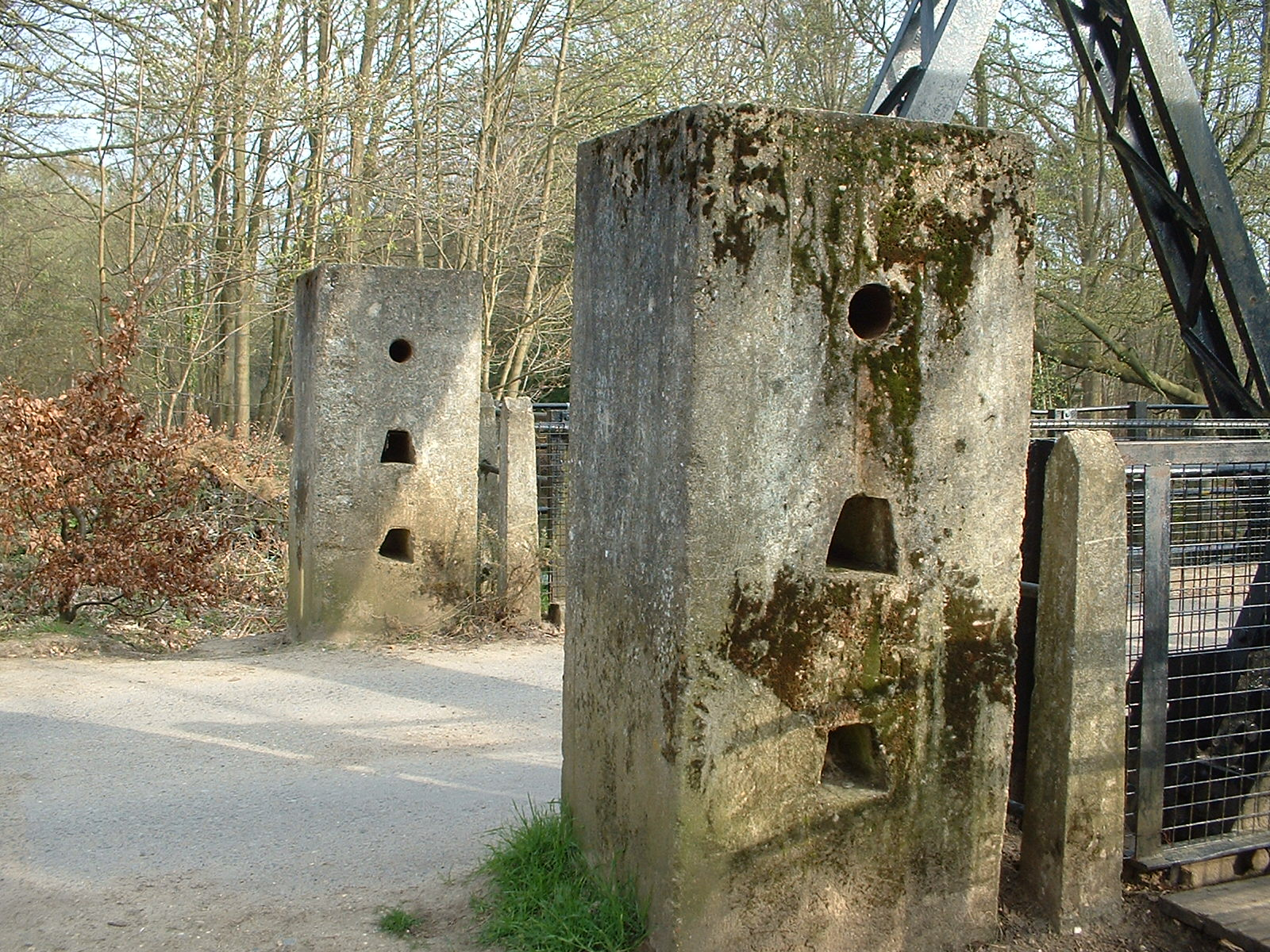
桥梁上的可移动路障。

由于公路可以使敌人完成快速的机动，艾恩赛德下令在各个路口都放置障碍。经验证明，固定式路障在减缓敌军速度的同时，也会给己方部队带来很大麻烦。因此，布鲁克下令将这些障碍全部换成了可移动式。
最简单的可移动式路障就是各种尺寸的混凝土制圆柱体路障。需要时，这些路障可以被放置到位。这种路障无法阻挡装甲车辆。英军放置的反坦克路障都为大型的固定式混凝土路障。相似的路障也可被放置在铁轨上。

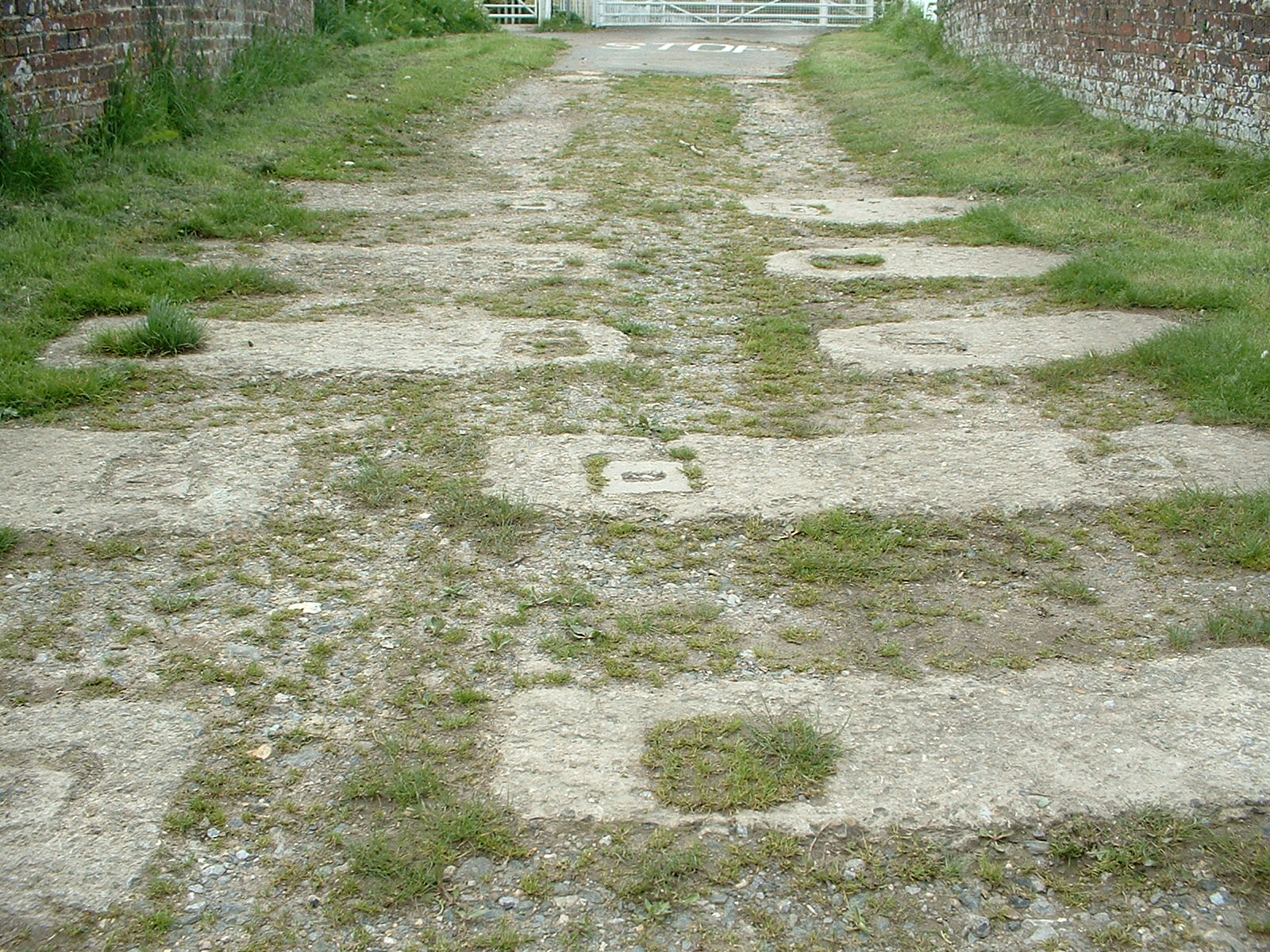
用来固定刺猬式路障的凹槽。

英军使用了两种靠凹槽来固定的路障。第一种是竖着插在地上的一段铁轨，又称为“刺猬”。第二种是折成60度角的铁轨，又称为“发夹”。在平时，为它们预留的15厘米深的凹槽会被硬物盖住，使得交通能够畅通无阻。

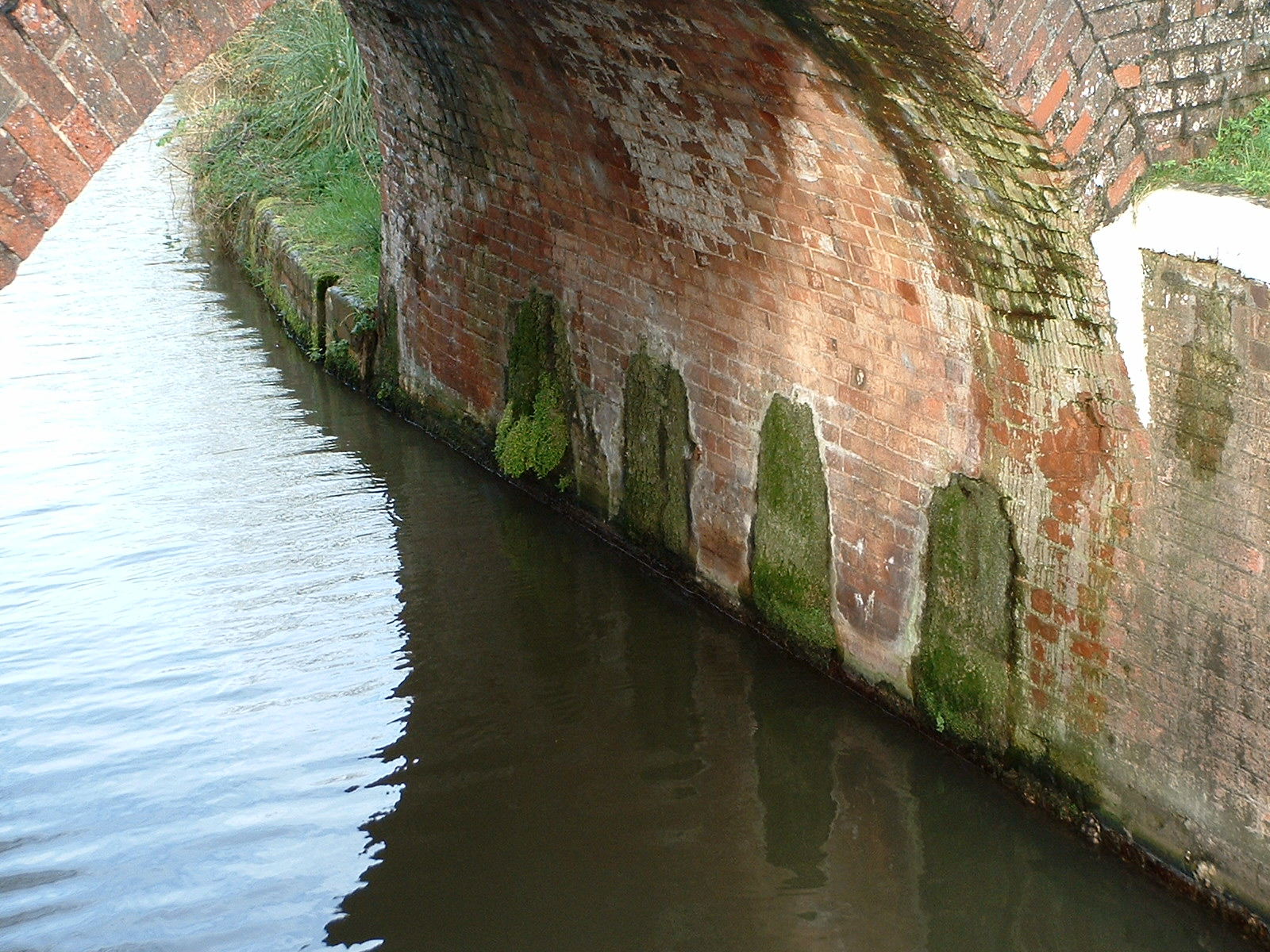
桥下埋有炸药的洞，现已被混凝土填满。

英军在各桥梁的桥墩下都挖好了洞并填满了炸药，以便在需要的时候将其炸毁。它还在各十字路口地下埋了炸药，需要的时候便会引爆，这样就会造成一个大坑，延缓敌军坦克的行进速度。“加拿大钢管炸弹”是一个填满炸药的钢管，它可以很轻易地毁掉一段公路或机场跑道。英军做出这些准备的目的就是，在破坏这些设施之前不惊动敌人。
桥梁、隧道和其它易攻难守的路段都有可移动式路障，铁丝网和地雷。除此之外，监视这些地方的还有各种壕沟、火力点和碉堡。在有些地方，整个城镇内到处都是沙袋组成的临时防御工事。
根据战略上的重要性，这些路段被分为了A，B和C三个级别。英国国土警卫队负责防守这些路段和其它一些城镇。A级路段与环形阵地一般还有正规军协助防御。
英国人的建设速度出奇地快，到了1940年9月底，它们已经建造了18000座碉堡与数不清的其它设施。

### 机场与开阔地
开阔地会吸引敌军使用伞兵或滑翔运兵飞机前来袭击。离海岸和机场5英里以内的所有长为500码以上的开阔地都被英军视为易受袭击。这些开阔地上一般有壕沟和混凝土与木制的障碍，有时还有报废的汽车。
作为极易遭袭的目标，机场受到了战壕与碉堡的层层保护。这些防御工事都是朝向跑道，而不是朝向外侧。许多工事都有英国空军部设计，它们是专门用于防守机场的。由于机场不太可能遭受重武器的袭击，因此这些工事并不太注重防御，但却会提供士兵们360度的视野。为了在平时不妨碍己方军机的正常起降，机场跑道上的碉堡都被做成了可升降式或可移动式。

### 防御工事

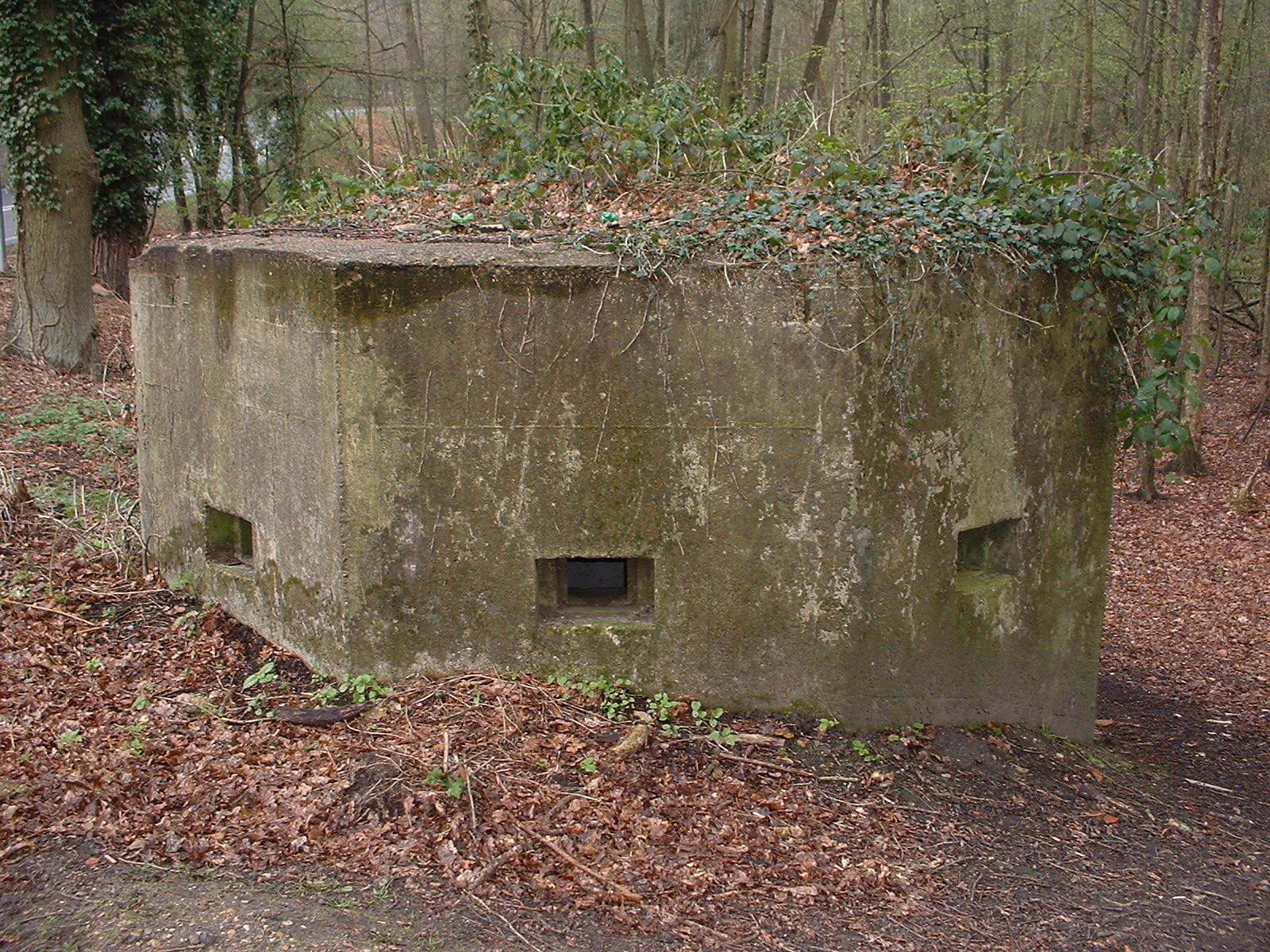
FW3/22型碉堡。

英军在二战中建造的防御工事大多都为小型的碉堡。
1940年5月，英国战争部门成立了英国防御工事部。它的目标是设计出各种新型的防御工事。在6月和7月，它设计出了6种步枪与轻机枪防御工事，代号为22型-27型。另外，它还为反坦克炮与中型机枪设计出了多种碉堡。
除此之外，轻型防空武器，观察哨和探照灯也都有了专用的工事。

## 其它措施
为了迷惑行进中的敌军，英军拆除了所有路牌与铁路信号灯。海岸附近的所有水泵也被拆除，剩下暂时没有拆除的水泵也已被安放了炸弹。英军还制定了详细的计划，在撤退之后会将一切对敌人有用的东西，包括港口设施，交通要道与其它物资全数摧毁。
在进行这些准备的同时，英国平民也在从某些地方陆续撤离。肯特郡有40%的人口转移到了别处。

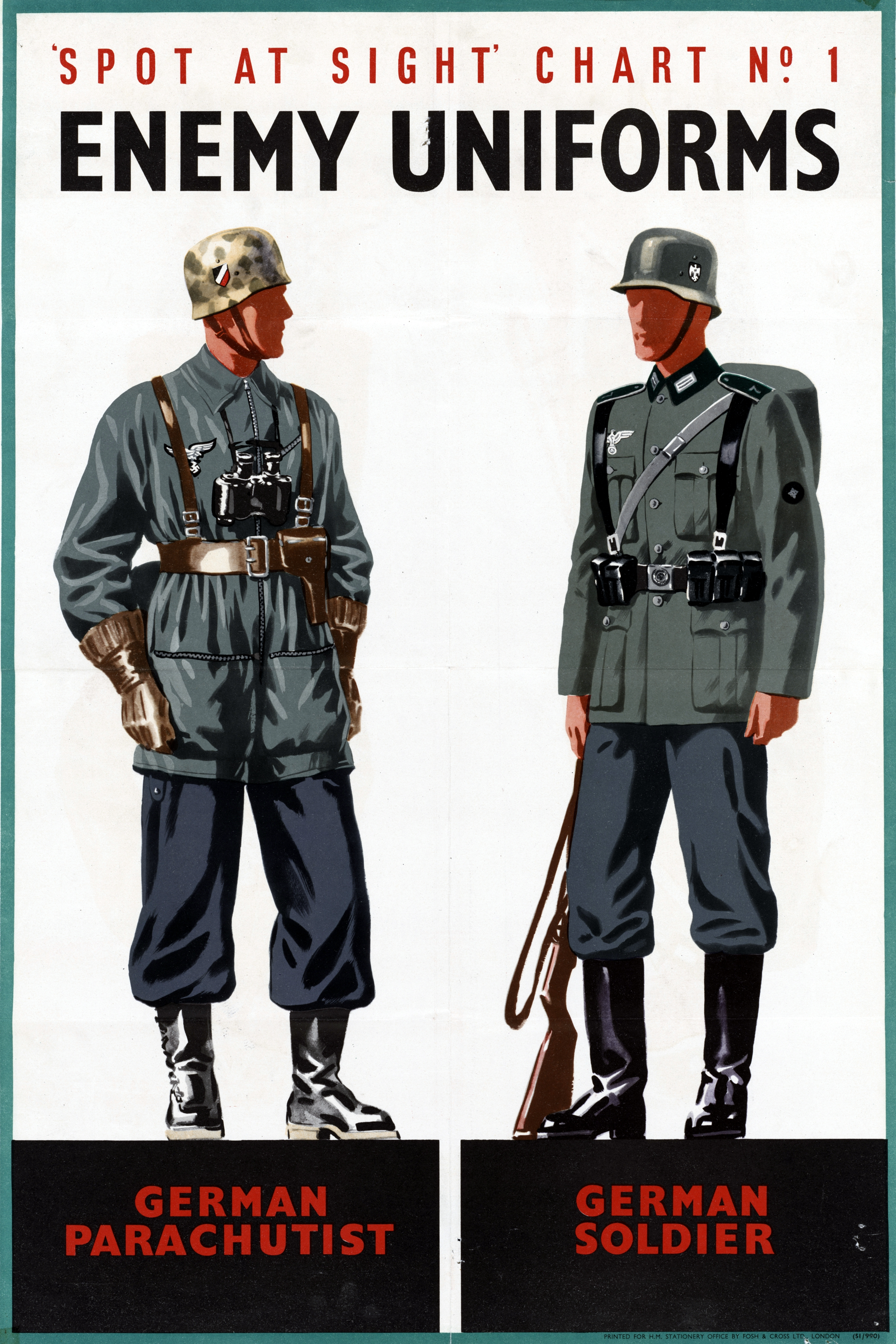
英国海报，内容为教人们辨识德国陆军士兵与空降兵。

英国政府并没有向人民隐瞒严峻的形势。1940年6月，英国信息部出版了《如果侵略者来袭，我们应该做什么和怎样做》（If the Invader Comes, what to do — and how to do it）它的开头是这样的：
|  | 德国人威胁要入侵英国。如果他们真的这样做了，没关系，他们会被我们的三军赶走。但是，这并不代表我们可以高枕无忧，因为最终的胜利需要你们平民的帮助。希特勒能够成功地入侵波兰，荷兰和比利时，很大一部分是因为这些国家的人民没有做好准备。这本手册会告诉你在侵略者到来时应该做些什么。在危险来临时，会有人给你更详细的指示。现在，你只需仔细阅读本手册上的指示，并随时准备付诸行动。 |

手册中的第一条指示是，在政府下令撤退之前，“你们应该留在原处”，这样各条道路就不会被撤退中的平民所阻塞。其余的指示包括了“不要相信谣言”，“不要传播谣言”，“对每条命令都保持怀疑的态度”和“确认发布命令的人是英国人之后再行动”。另外还有“遇到可疑情况要立刻报告”，“不要给敌人留下任何有用的东西，比如食物，燃料，地图或交通工具”，“随时准备用一切可能的东西挡住敌人的去路”，还有最后一条：
三思而後行，但是在想到自己之前總是想到國家。
1940年6月13日，英国的所有教堂都停止了日常的敲钟报时。这样一来，人们只要听到钟声，便会知道德军空降兵正准备入侵。
1941年，英国各个城镇都成立了作战委员会，这是为了更好地与军方合作，并做好最坏的打算。委员会的成员一般为当地选出的代表，政府派来的空防指导人员，消防队，警察，英国女子志愿军，英国国土警卫队和负责医疗，卫生与食品的官员。这些委员会制定的计划被列为机密，只有很少一部分档案流传了下来。这些计划中包括了怎样使用手头的各种工具，也包括了重要人物的联络方式。委员会还制定了紧急情况下的计划，包括了埋葬死者的方式和地点。作战委员会的守则指出：“…每个人都有责任使用一切可能的方法帮助我军将敌军击败。” 
很明显，德军并没有想到英国平民会做出任何抵抗。丘吉尔打算为英国国土警卫队组建一支预备队，这支预备队不会有军服，并且只会拥有最简易的武器并接受最基本的训练。它只会在德军入侵时被派上用场。丘吉尔后来写道：“我的脑海中出现了一幅画面，一名士兵或者‘平民’跑到了敌军坦克面前，并用黏性炸弹将其炸成了碎片，而这个人也在爆炸中丧生了。” 

## 枪炮、石油与毒气
1940年的英军极其缺乏武器，其中，它的反坦克武器最为缺乏，因为它将大部分反坦克武器都留在了法国。艾恩赛德手中的重型反坦克武器只有170门发射2磅炮弹的反坦克炮与一战时生产的，发射6磅炮弹的榴弹炮。1940年7月底，美国送来了900门75毫米口径反坦克炮。
英国仅有几种并不短缺的资源，其中之一是石油。这是因为原先用来支援在欧洲大陆的英军的燃油，在英军撤退后都被储存在了英国本土。为了将石油作为一种武器来使用，英国人花费了很大的精力。英国陆军自第一次世界大战之后就将所有的火焰喷射器除役，但当它意识到可以使用石油当作武器后，它就在英国的各个汽车修理厂中找出了一些设备，并制作出了许多简易的火焰喷射器。尽管射程较短，但它们的威力是很大的。
英国人还有将漂浮在海面上的石油点燃来阻挡敌军的设想，对此，他们做了一系列的实验。早期的实验并不成功，因为海面上的石油很难点燃，并且海浪可以将还未燃烧起来的石油冲走。1941年早期，英国人发明了一个解决方案。这是将点燃的石油从水面上方喷灑下来形成一堵火墙。这种方法需要耗费大量的油料，而且，尽管杀伤力很大，但输送石油的管道系统在敌军的空袭中很容易被炸毁。布鲁克将军并不认为这种方法是行之有效的。
在德军登上英国海滩时，英军很可能会使用毒气。布鲁克将军在他的日记中写道他“已经准备好使用芥子气来攻击海滩上的敌军”。除了芥子气以外，英国还生产出了氯气和光气等毒气。这些毒气存放在英国轰炸机部队的各仓库，与海滩附近的各机场。在敌军登陆艇来袭时，英国轰炸机与农药喷灑机就会向它们喷灑芥子气。

## 欺骗与蒙蔽
为了蒙骗敌军，英国人除了将弹药库与防御工事伪装起来外，还修建了许多假的防御工事。他们以下水管来冒充火炮，也修建了假的碉堡。而工事裡的“士兵”也其实是时装店使用的人体模型。
志愿兵们被要求使用手头各种可用的东西来拖住敌军。一名国土警卫队的年轻士兵后来回忆道：
|  | 我们在城里的每一堵墙上都开了洞，各种沉重的金属链条从这些洞中穿进穿出，不是装甲车的话就别想从这些链条中穿过去。当敌人的坦克前来时，我们会在链条上挂上炸弹模型，并从模型中引出一条很长的导线，一直延伸到敌人坦克看不见的地方，这就会给敌军装甲部队造成很大的恐惧。在时间紧迫的时候，我们会将许多混凝土制路障摆放到道路中央。这些路障上面都有开孔，我们可以用链条将它们连在一起。为了使敌人更加恐惧，我们也可以在链条上挂上可疑物品。 |

1938年，英军负责宣传战的部门成立，它的首任最高长官是坎普贝尔·司图亚特，资金由军情六处提供。1939年9月25日，这个部门的总部移到了新的地方，随后在7月与军情六处的一个分支合并，成为了“特种行动部”。这个部门在1941年成为了英国政战部的核心。它的职责是在敌人中间散布谣言，并进行心理战。政战部曾经在敌人中间发布了这样一个谣言：英国研制了一种新型炸弹，它可以向水面上释放一层石油并将其点燃。后来英国在审问被俘的德国空军飞行员时发现，德军内部人人都认为英国确实拥有这种炸弹，而德军的高级军官也完全相信此事。

## 抵抗活动
英军秘密地训练出了一支特殊的部队，这支部队会在敌后展开对敌人的进攻。它的士兵是从国土警卫队中挑选出来的精英，这些人平时随国土警卫队执行任务，一到战时便会留在敌人后方。在敌后，它会分成4－8人的小组，每个小组都能独立地生存下来。各小组有不同的秘密基地，它们一般位于树林中，并覆盖了伪装
。这支部队的装备很精良，并且拥有14天的食物储备。
另外，英国还成立了一个由平民组成的情报组织，它负责在敌后观察敌情并报告给英军。军方会派间谍到无人接头点取到情报，并秘密地用电报发送给附近的部队。

## 威胁逐渐消除
在敦刻尔克大撤退之后，人们认为德国随时都可能发动对英国的入侵。尽管侵略英国需要长达几个星期的准备时间，但英国人还是以最快的速度完成了战备。由于天气原因，德国在9月之前无法在英国发动大规模登陆行动，但从10月份开始，天气就会对德国非常有利。尽管如此，德国陆军还是没有登陆。10月3日，布鲁克将军在日记中写道：
|  | 德国人居然还没有来！我现在甚至觉得他们根本就没想过要入侵。但是，我还是害怕德国会发动突然袭击。 |

1940年10月12日，英国赢得了不列颠空战的胜利，此时英国人不知道的是，希特勒已经将海狮计划推迟到了1941年春天。1941年的春天很快便到来了，但英国的军事力量也已得到了很大的提升，它已经准备好与德国决一死战了。
1941年6月22日，德国开始了对苏联的入侵，人们认为，在苏德战场尘埃落定之前，德国不太可能再对其他国家发起进攻。1941年7月，英国建设防御工事的速度明显慢了下来，而英军也从重点防御大规模的入侵转向了重点防御小股部队的突袭。
1941年12月7日，日本海军袭击了珍珠港的美国海军舰队，这次袭击将美国拖入了第二次世界大战。由于纳粹德国根据战前与日本签订的协议向美国宣战，美国也就加入到了英国这一边。美国的援助极大地帮助了英国。在紧张地等待了两年之后，德国对英国的威胁终于消除了。

## 成效評估
布鲁克将军将他的忧虑都记在了他的日记中。在日记出版时，他又加了这样一段话：
|  | ……我认为德国的威胁是真实存在的，而且我们地面部队的战斗力严重不足。但是，这并不代表我们这些军人不会进行任何抵抗。正相反，我们会与敌人进行殊死的战斗。尽管德国可能会赢得短暂的胜利，但最终的胜利一定会是我们的。 |

英国做出的这些战备的效果很难推断。1940年夏天，缺少重武器的英军严重地倚赖防御工事。根据一战的经验，使用步兵来进攻防御工事中的敌军将会产生灾难性的后果；但是在比利时，同样复杂的防御工事系统却被德国装甲师轻易地拿下了。欧洲的惨痛教训使得英国士兵对德国装甲部队怀有极大的恐惧。另外，英军的这一切战备都是临时做出来的；但德军的战备也是一样，它的各种登陆艇是由2000艘民用船只改装而成的。这些民用船只载重量较小，无法运送重型装备，因此在德军攻占某个港口之前，双方都会缺少重型武器。
后来盟军在诺曼底的登陆行动，与太平洋战场上对各岛的登陆都显示出，防守的一方可以给进攻方造成巨大的伤亡，并可以一直拖住敌人直到援军到来。
一旦德国开始入侵，英国皇家海军舰队便会开赴德军登陆地点，这可能要用上几天的时间。后来人们得知，德国原先计划在英格兰南部海岸登陆，这是因为德国海军的潜艇部队有能力控制住狭窄的英吉利海峡。尽管德国海军与德国空军一定会给英国海军带来重大损失，但它们也无法保证德军登陆部队不会受到干扰。即使德国占领了一个港口并得到了重型装备，英国陆军也会一直拖住他们，直到海军发起反击。
1974年，英国桑赫斯特皇家军事学院进行了一场兵棋推演。它的结果表明，尽管德军有能力开辟出一块很大的滩头阵地，但他们却会遭到英国海军的沉重打击。如果一切都进展顺利的话，德国陆军可能会在攻破首都防卫线之前就被击溃。
在德国空军输掉了不列颠空战后，海狮计划遭到了无限期的推迟。很明显，希特勒与德军各高官都很清楚德军面临的问题。希特勒并不愿意与英国打一场消耗战，许多评论家都认为德国的海狮计划只是用来蒙骗英国人的。
如果德军赢得了不列颠空战的胜利，那么德国空军就可以对英格兰南部的任何目标发动袭击。英国政府会面临巨大的压力。而英国做出的战备则告诉了德国与英国人民：不论空战的结果如何，英国都有能力，有信心击退德军的入侵。

## 脚注与参考文献

### 脚注
1. ↑  MacKenzie, 1995, p20.
2. ↑  . BBC.   [2006-07-28]. （原始内容存档于2017-11-02）. （页面存档备份，存于）
3. ↑  Lowery，出版日期2004年，第11页。
4. ↑  MacKenzie，出版日期1995年，第52页。
5. ↑  . 沃福汉普顿市历史-城市与人民.   [2006-07-28]. （原始内容存档于2014-08-11）. （页面存档备份，存于）
6. ↑  . 战时的英国人.   [2006-07-28]. （原始内容存档于2007-06-11）. Archive.today的存檔，存档日期2007-06-11
7. 1 2  Evans，出版日期2004年，第68页。
8. ↑  MacKenzie，出版日期1995年，第92页。
9. ↑  英国国家档案馆第WO 185/1号文件。
10. ↑  Mace，出版日期2001年，第92页。
11. ↑  Cox，出版日期1974年，第149页。
12. ↑  .   [2007-04-16]. （原始内容存档于2007-04-03）. （页面存档备份，存于）
13. ↑  .   [2007-04-16]. （原始内容存档于2006-11-29）. （页面存档备份，存于）
14. ↑  James，2006年出版，第39页。作者提到，在德国海军在西欧的舰队只有四艘布雷舰时，英国海军却已有了52艘扫雷舰和16艘扫雷拖船。
15. ↑  Evans，出版日期2004年，第69页。
16. ↑  Foot，出版日期2006年，第12-13页。
17. ↑  Churchill，出版日期2005年，第155页。
18. ↑  Alanbrooke，出版日期2001年，刊数17。
19. ↑  Churchill，出版日期2005年，第233-234页。
20. ↑  Evans，出版日期2004年，第59页。
21. ↑  . National Coastwatch.   [2007-02-19]. （原始内容存档于2006-12-07）. （页面存档备份，存于）
22. ↑  . www.guardian.co.uk.   [2007-04-16]. （原始内容存档于2008-01-06）. （页面存档备份，存于）
23. ↑  Ruddy，出版日期2003年，第25页。
24. ↑  . Pillbox UK.   [2006-06-22]. （原始内容存档于2010-07-17）. （页面存档备份，存于）
25. ↑  Ruddy，出版日期2003年，第22页。
26. ↑  . Pillboxes UK.   [2006-07-09]. （原始内容存档于2007-09-28）. （页面存档备份，存于）
27. ↑  .   [2006-07-16]. （原始内容存档于2019-12-29）. （页面存档备份，存于）
28. ↑  Wills，出版日期1985年，第57页。
29. 1 2  Ruddy，出版日期2003年，第29页。
30. ↑  . South Somerset Museums and Heritage Services.   [2007-02-22]. （原始内容存档于2006-10-03）. （页面存档备份，存于）
31. 1 2  Ruddy，出版日期2003年，第26页。
32. ↑  . Pillboxes UK.   [2006-07-08]. （原始内容存档于2007-09-28）. （页面存档备份，存于）
33. ↑  Foot，出版日期2006年，第45页。
34. ↑  Ruddy，出版日期2003年，第28页。
35. ↑  . Pillboxes UK.   [2006-07-08]. （原始内容存档于2007-09-28）. （页面存档备份，存于）
36. ↑  . Pillboxes UK.   [2006-07-08]. （原始内容存档于2007-05-01）. （页面存档备份，存于）
37. ↑  .   [2006-03-04]. （原始内容存档于2005-12-20）. （页面存档备份，存于）
38. ↑  混凝土制反坦克障碍。
39. ↑  木制反坦克障碍。
40. ↑  Ruddy，出版日期2003年，第27页。
41. ↑  Lowry，出版日期2004年，第25页。
42. ↑  用于铁轨的路障。
43. ↑  . Pillboxes UK.   [2006-05-24]. （原始内容存档于2007-04-27）. （页面存档备份，存于）
44. ↑  . Photograph number H 15191，英国国土警卫队的士兵们正在安装刺猬式路障。.   [2007-03-14]. （原始内容存档于2007-03-12）. （页面存档备份，存于）
45. 1 2  Lowry，出版日期2004年，第20页。
46. ↑  . Pillboxes UK.   [2006-06-22]. （原始内容存档于2007-05-01）. （页面存档备份，存于）
47. ↑  Cameron，出版日期2000年，第156页。
48. ↑  . BBC News.   [2006-09-03]. （原始内容存档于2007-09-11）. （页面存档备份，存于）
49. ↑  Foot，出版日期2006，第11页。
50. ↑  Foot，出版日期2006年，第10页。
51. ↑  Cruickshank，出版日期2001年，第166页。
52. ↑  . 开阔地上的障碍.   [2006-05-31]. （原始内容存档于2007-03-12）. （页面存档备份，存于）
53. ↑  .   [2006-06-11]. （原始内容存档于2019-04-28）. （页面存档备份，存于）
54. ↑  . Pillboxes UK.   [2007-03-14]. （原始内容存档于2007-09-28）. （页面存档备份，存于）
55. ↑  . Pillboxes UK.   [2007-03-14]. （原始内容存档于2007-09-28）. （页面存档备份，存于）
56. ↑  . War Wheels.net.   [2007-03-14]. （原始内容存档于2007-09-27）. （页面存档备份，存于）
57. ↑  . 英国防御计划.   [2007-04-18]. （原始内容存档于2007-12-23）. （页面存档备份，存于）
58. ↑  轻型防空武器工事。
59. ↑  . 一个路牌正在被拆除.   [2006-05-29]. （原始内容存档于2007-03-12）. （页面存档备份，存于）
60. 1 2  Evans，出版日期2004年，第64页。
61. ↑  Churchill，出版日期2005年，第156页。
62. ↑  Lowry，出版日期2004年，第43页。
63. ↑  .   [2006-05-15]. （原始内容存档于2007-09-27）. （页面存档备份，存于）
64. ↑  . History Learning Site.   [2007-04-16]. （原始内容存档于2015-05-18）.
65. ↑  Fleming，出版日期1957年，第96页。
66. ↑  . 作战委员会的图片.   [2006-05-29]. （原始内容存档于2007-03-12）. （页面存档备份，存于）
67. ↑  Ian F Angus. .   [2006-07-29]. （原始内容存档于2006-08-27）. （页面存档备份，存于）
68. ↑  作战委员会守则，出版日期1942年，第19页。
69. ↑  Churchill，出版日期2005年，第582页。
70. ↑  Churchill，出版日期2005年，第149页。
71. ↑  Foot，出版日期2006年，第7页。
72. ↑  Churchill，出版日期2005年，第238页。
73. ↑  Banks，出版日期1946年，第27页。
74. ↑  White，出版日期1955年，第16页。
75. ↑  Cameron，出版日期2000年，第163-164页。
76. ↑  Alanbrooke，出版日期2001年，1941年2月。
77. ↑  Alanbrooke，出版日期2001年。
78. ↑  Brian Pears. . 第5章：入侵.   [2006-07-28]. （原始内容存档于2006-08-06）. （页面存档备份，存于）
79. ↑  Ward，出版日期1997年，第83页。
80. ↑  . Mike Stapleton 的收藏品.   [2006-06-01]. （原始内容存档于2012-07-22）. Archive.today的存檔，存档日期2012-07-22
81. ↑  Wills，出版日期1985年，第63页。
82. ↑  . F 4022号图片，法国境内的法国境内的假碉堡.   [2006-05-29]. （原始内容存档于2007-03-12）. （页面存档备份，存于）
83. ↑  Cox，出版日期1974年，第94页。
84. ↑  . 人民战争.   [2006-07-20]. （原始内容存档于2009-02-17）.
85. ↑  Hayward，出版日期2001年，第40-45页。
86. ↑  White，出版日期1955年，第1章。
87. ↑  . Lee Richards.   [2006-05-31]. （原始内容存档于2020-11-28）. （页面存档备份，存于）
88. ↑  . Herb Friedman.   [2006-05-31]. （原始内容存档于2020-09-07）. （页面存档备份，存于）
89. ↑  Ward，出版日期1997年，第2章。
90. ↑  . 英国抵抗运动.   [2006-06-11]. （原始内容存档于2012-07-21）. Archive.today的存檔，存档日期2012-07-21
91. ↑  . Geoffrey Bradford.   [2006-06-11]. （原始内容存档于2012-08-05）. Archive.today的存檔，存档日期2012-08-05
92. ↑  . 敌后情报搜集.   [2006-06-11]. （原始内容存档于2010-07-23）. （页面存档备份，存于）
93. 1 2  Alanbrooke，出版日期2001年。
94. ↑  MacKenzie，出版日期1995年，第180页。
95. ↑  James，出版日期2006年，第38-40页。
96. ↑  . 桑赫斯特皇家军事学院.   [2006-06-01]. （原始内容存档于2007-11-03）. （页面存档备份，存于）
97. ↑  . 论文.   [2006-06-01]. （原始内容存档于2006-09-01）. （页面存档备份，存于）
98. ↑  . 论文.   [2006-06-01]. （原始内容存档于2006-06-14）. （页面存档备份，存于）
99. ↑  . 论文.   [2006-06-01]. （原始内容存档于2006-06-19）. （页面存档备份，存于）
100. ↑  Evans，出版日期2004年。
101. ↑  Liddell Hart，出版日期1958年，第126-127页。
102. ↑  MacKenzie，出版日期1995年，第180-184页。

### 书籍
- 艾伦·布鲁克, 英国陆军元帅. . 凤凰出版社出版. 2001年. ISBN 1-84212-526-5.
- Banks, Sir Donald. . Sampson Low, Marston and Co出版. 1946年.
- Cameron, A Bryce. . Trafford Publishing出版. 2000. ISBN 1-55212-319-7.
- 温斯顿, 丘吉尔. . 第二次世界大战，第二卷. 企鹅出版社出版. 2005年 [1949年]. ISBN 0-141-44173-9.
- Cox, Richard. . Thornton Cox出版. 1974年. ISBN 0-902726-17-X.
- Cruickshank, Dan. . Boxtree出版. 2001年. ISBN 0-7522-2029-2.
- Evans, Martin Marix. . 朗文出版社. 2004年. ISBN 0-582-77294-X.
- Fleming, Peter. . Rupert Hart-Davis出版. 1957年.
- Foot, William. . 英国建筑学协会出版. 2006年. ISBN 1-902771-53-2.
- Gillies, Midge. . Hodder & Stoughton出版. 2006年. ISBN 0-340-83798-5.
- Hayward, James. . CD41 Publishing出版. 2001年. ISBN 0-9540549-0-3.
- James, Brian. . 《History Today》杂志. 2006年9月. no
- Liddell Hart, Basil. . Berkley Publishing出版. 1958年 [1948年].
- Lowry, Bernard. . Osprey Publishing出版. 2004年. ISBN 1-84176-767-0.
- Mace, Martin. . Historic Military Press出版. 2001年7月. ISBN 1-901313-08-5.
- MacKenzie, S. P. . 牛津大学出版社出版. 1995年. ISBN 0-19-820577-5.
- Osborne, Mike. . Tempus Publishing出版. 2004年. ISBN 0-7524-3134-X.
- Ruddy, Austin. . Historic Military Press出版. 2003年. ISBN 1-901313-20-4.
- Ward, Arthur. . Constable and Co出版. 1997年. ISBN 0-09-476750-5.
- White, John Baker. . Evans Brothers出版. 1955 年.
- Wills, Henry. . Leo Cooper出版. 1985年. ISBN 0-436-57360-1.

### 官方文件
- 《英格兰与威尔士作战委员会守则》（《Consolidated Instructions to Invasion Committees in England and Wales》（1942年7月），英国政府文件。
- 《Barrel Flame Traps, Flame Warfare: Military Training Pamphlet No. 53. Part 1》（有关石油武器的的文件，1942年7月），英国战争部文件。

### 资料库
- . 英国政府文件.   [2007年2月19日]. （原始内容存档于2010年10月10日）. （页面存档备份，存于）
- . BBC网站.   [2007年2月19日]. （原始内容存档于2007年2月18日）. （页面存档备份，存于）

### 延伸阅读
- William Foot - 《The Battlefields That Nearly Were. Defended England 1940》，Tempus Publishing出版，出版日期2006年。ISBN 978-0-7524-3849-8
- Mike Osborne -《英国在20世纪中的防御计划》（《20th Century Defences in Britain》），Tempus Publishing出版，出版日期2003年。ISBN 978-0-9540378-1-9
- C Bird  -《Silent Sentinels - A study of the fixed defences constructed in Norfolk during WWI and WWII》，The Larks Press出版)。ISBN 978-0-948400-81-0
- Stewart Ross - 《World War II Britain. History from Buildings》，Franklin Watts出版，出版日期2006年。ISBN 978-0-7496-6468-8